# Функція Морса
Функція Морса — гладка функція на многовиді, що має невироджені критичні точки.
Функції Морса виникають і використовуються в теорії Морса, одному з основних інструментів диференціальної топології.

## Означення
Нехай {\displaystyle W} ― гладкий многовид, межа якого {\displaystyle \partial W} є диз'юнктним об'єднанням (можливо, порожніх) многовидів {\displaystyle F_{0}} і {\displaystyle F_{1}}.
Функція Морса тріади {\displaystyle (W;F_{0},F_{1})} ― така гладка класу {\displaystyle C^{2}} функція {\displaystyle f:W\to [a,b]}, {\displaystyle -\infty <a,b<+\infty }
(або {\displaystyle f:W\to [a,\infty ]}) або {\displaystyle F_{1}=\emptyset }, що:
1. {\displaystyle F_{0}=f^{-1}(a),F_{1}=f^{-1}(b)}
2. всі критичні точки функції {\displaystyle f} лежать в {\displaystyle W\backslash \partial W=f^{-1}(a,b)} і невироджені;